# Serge Humpich
 (avril 2012).
Serge Humpich, né à Mulhouse en 1963, est un ingénieur en électronique français qui s'est rendu célèbre en déchiffrant la signature électronique des cartes bancaires françaises.

## Biographie
Serge Humpich est né d'une mère professeur de couture industrielle en lycée d'enseignement professionnel et d'un père mineur de potasse. Il a grandi en Alsace avec sa sœur cadette, à Wittenheim ses six premières années puis, à Pulversheim à partir de 1969.
Il obtient son baccalauréat scientifique avant de poursuivre ses études à l'école d'ingénieurs INSA de Lyon. Après l'obtention de son diplôme d'ingénieur électricien, il entre dans la finance en tant que développeur informaticien. Pendant 12 ans, il conçoit des logiciels d'aide à la décision et de traitement du back office pour gérer les ordres et les risques des traders.
Pendant son temps libre, il s'intéresse à la sécurité des appareils du quotidien et commence à travailler plus particulièrement sur la carte bancaire française vers le milieu des années 1990.
En 1997, il met en évidence une faille dans le système de sécurité des cartes bancaires. En pratiquant de la rétro-ingénierie sur un terminal de paiement qu'il rachète à un commerçant, il analyse chaque étape de la procédure de paiement par carte à puce et casse la clé privée gérant l'authentification des cartes par le lecteur. Cette faille permet de créer des cartes acceptées par les terminaux, mais non liées à un compte bancaire.
Dès l'été 1998, il mandate un avocat spécialiste de droit industriel et deux experts en propriété industrielle pour tenter – sans succès – de négocier son « savoir-faire » auprès du GIE des cartes bancaires en les avertissant de la vulnérabilité découverte. Pour démontrer la faisabilité de cette technique, il effectue une démonstration publique de la vulnérabilité des cartes en retirant onze carnets de tickets de métro, assortis de dix facturettes, au moyen de dix cartes de sa fabrication à partir de distributeurs automatiques disposés dans les stations Balard et Charles Michels. Cette tentative lui vaut une perquisition, la saisie de son matériel et une mise en garde à vue.
Il est jugé le 25 février 2000, « coupable de falsification de cartes bancaires et d'introduction frauduleuse dans un système automatisé de traitement ». Et cela, malgré de nombreux soutiens envers son geste, qui a mis en évidence des failles techniques et de conception à corriger dans ces cartes bancaires. Il est condamné à 10 mois de prison avec sursis et s'est ensuite désisté de la procédure d'appel qu'il avait lui-même engagée. À l'issue de cette condamnation, il écrit un livre, Le cerveau bleu, pour relater sa version de l'affaire, en guise d'appel « devant tous ». Pendant ce temps, le parquet a fait appel et la confirmation du jugement du TGI est établi par la cour d’appel de Paris, le 6 décembre 2000.
Licencié de l'entreprise GFI pour faute grave à la suite de la médiatisation de son affaire, il fonde une entreprise aux États-Unis et quelques années plus tard, revient en France où il travaille pour la société Bearstech.

## Publication
- Le cerveau bleu, Xo Éditions, 2001, 213 p.  (ISBN 2845630395 et 978-2845630390).